# 마리앤 스튜어트
마리앤 스튜어트(Marianne Stewart, 1922년 1월 16일 ~ 1992년 11월 1일)는 독일의 연극 배우, 영화배우이다.

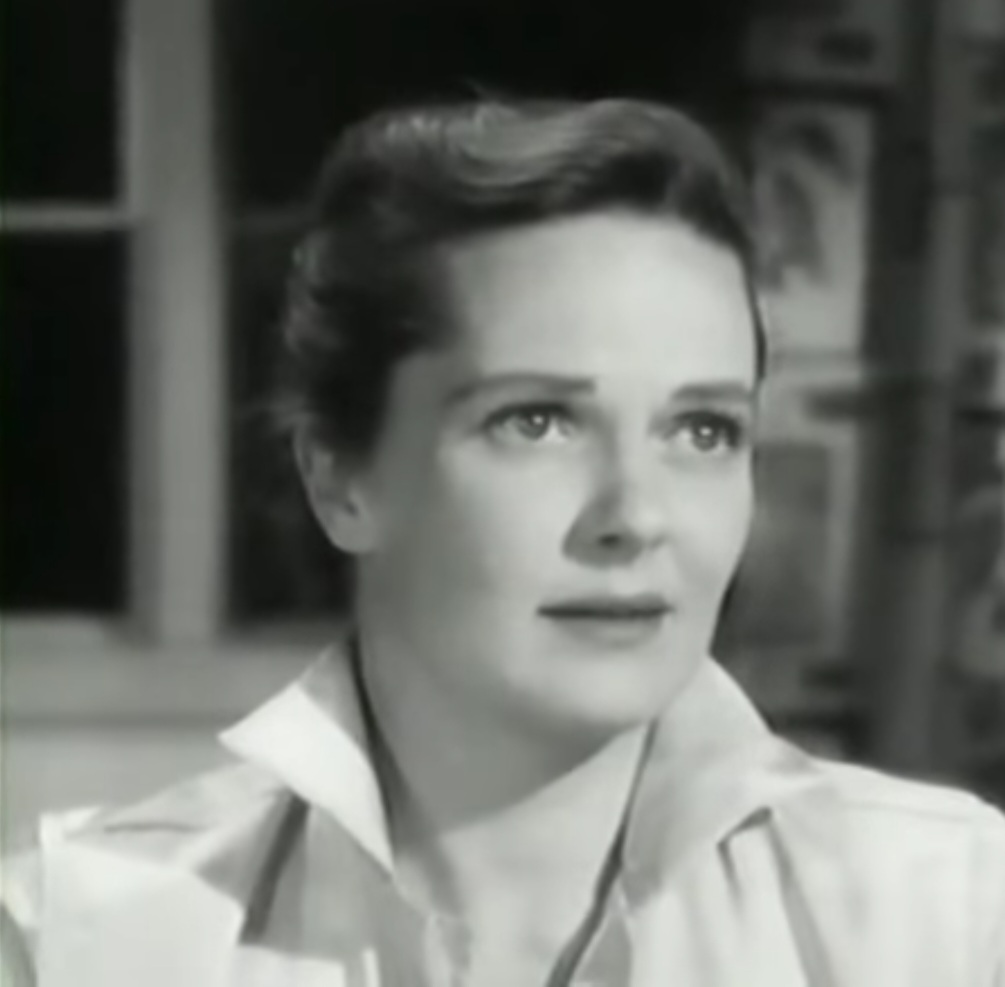

베를린에서 태어났으며 로스앤젤레스에서 사망하였다. 사인은 암이다.

## 영화
- 허쉬...허쉬, 스윗 샤롯 (1964년)
- 벤 케이시 (1961년)
- 팩츠 오브 라이프 (1960년)
- 페리 메이슨 (1957년)